# Слатинське водосховище
 Слатинське водосхо́вище — невелике руслове водосховище на балці Стульнева (ліва притока р. Лопань. Розташоване в Дергачівському районі Харківської області.
- Водосховище побудовано в 1972 році по проекту Українського відділення інституту «Сельенергопроект».
- Призначення — зволоження осушених земель в заплаві р. Лопань.
- Вид регулювання — сезонне.

## Основні параметри водосховища
- нормальний підпірний рівень — 143,2 м;
- форсований підпірний рівень — 144,2 м;
- рівень мертвого об'єму — 137,0 м;
- повний об'єм — 1,51 млн м³;
- корисний об'єм — 1,47 млн м³;
- площа дзеркала — 45,5 га;
- довжина — 1,52 км;
- середня ширина — 0,15 км;
- максимальні ширина — 0,54 км;
- середня глибина — 3,3 м;
- максимальна глибина — 6,2 м.

## Основні гідрологічні характеристики
- Площа водозбірного басейну — 23,2 км².
- Річний об'єм стоку 50 % забезпеченості — 2,04 млн м³.
- Паводковий стік 50 % забезпеченості — 1,34 млн м³.
- Максимальні витрати води 1 % забезпеченості — 41 м³/с.

## Склад гідротехнічних споруд
- Глуха земляна гребля довжиною — 384 м, висотою — 8 м, шириною — 10 м. Закладення верхового укосу — 1:3, низового укосу — 1:2.
- Шахтний водоскид із монолітного залізобетону розмірами 7х4 м.
- Водовідвідна труба діаметром 500 мм.

## Використання водосховища
Водосховище було побудовано для зволоження осушених земель в заплаві річки Лопань у Дергачівському районі.